# Distrito de Jumbilla
El distrito de Jumbilla es uno de los doce distritos y capital de la provincia de Bongará, ubicada en el Departamento de Amazonas, en el norte del Perú. Limita por el norte con el distrito de Florida; por el este con el distrito de Corosha, el distrito de Chisquilla y el distrito de Recta; por el sur con la provincia de Chachapoyas y; por el oeste con los distritos de Valera, San Carlos y Cuispes.
Jerárquicamente, dentro de la Iglesia Católica, pertenece a la diócesis de Chachapoyas

## Historia
El distrito fue creado el 26 de septiembre de 1870 mediante Ley sin número, en el gobierno del Presidente José Balta y Montero.

## Geografía
Abarca una extensión de 154,18 km² y tiene una población de 5 569 habitantes con 788 viviendas.
Su capital es la villa de Jumbilla.
| Nombre     | Categoría           | Altitud m s. n. m. | Habitantes | Viviendas |
| ---------- | ------------------- | ------------------ | ---------- | --------- |
| Jumbilla   | Villa               | 1991               | 1385       | 522       |
| Las Palmas | Anexo               | 2213               | 151        | 42        |
| Cicse      | Unidad Agropecuaria | 2092               | 13         | 11        |

## Atractivos turísticos
Jumbilla y los distritos aledaños poseen diversos atractivos turísticos como son 
- La cueva de Santa María
- El circuito turístico de Santa María
- La laguna de Ochentas
- La ciudadela de piedras San Mateo
- Las cascadas de Buenavista
- La catarata de Sumac Pampa
- El Observatorio de osos de anteojos, venados y truchas de Canal, trochapucro y perchapampa
- El mirador de Huañambre
- La cueva de Mollena (cementerio)
- La cueva de Beirut
- La cueva de los Murciélagos-Tialango
- La catarata de "Tista"
- El pozo de Sal - Cachimayo
- El camino de Herradura Jumbilla - Pedro Ruiz
- El camino de la Sal Jumbilla - Yurmarca
- Hermosos puentes de Madera
- Hermosas Iglesias Coloniales de Recta, Chisquilla, San Carlos
- El cementerio Golón
- El observatorio de moluscos petrificados en Limon Punta
- Cataratas las 2 hermanas de Yunban
- La cueva quiroptera ( en este lugar existe agua petrificante capaz de convertir en piedras hojas y ramas del lugar por el alto contenido de carbonato cálcico en solución)
- Catarata de Tista

También posee agradables vistas naturales ideales para despejar la mente.

## Bebida exótica
El guarapo es una bebida exótica que se obtiene de la maceración del jugo de la caña por un periodo de ocho días, el proceso permite eliminar el cien por ciento del gas que produce la fermentación y obtener un licor natural con propiedades diuréticas. Es utilizado por los lugareños como bebida para saciar la sed en las diferentes faenas agrícolas. Se atribuyen a esta bebida propiedades de eliminar el desarrollo de la próstata, en su población masculina mayor a 40 años, desde generaciones anteriores, el índice de esta enfermedad registrado en los centros de salud, representa el 0,01%, es casi nula.
- El cañazo derivado de la caña de azúcar
- El anisado a base de cañazo
- El vino de aguaymanto
- El vino de maushán
- Macerado de Pincul
- El macerado de Gualamita
- El macerado de Uva
- El morachau
- El calientito

## Autoridades

### Municipales
Infogob Archivado el 15 de noviembre de 2014 en Wayback Machine.</ref>
- 2019-2022
  - Alcalde: Romulo Flumencio Vargas Mas, Movimiento Fuerza Amazonense

### Religiosas
- Obispo de Chachapoyas: Monseñor Emiliano Antonio Cisneros Martínez, OAR. Agustinos recoletos.
- Párroco de San Carlos Jumbilla: Pbro. William Jansen.

## Festividades
- junio: San Juan Bautista
- noviembre: procesión del Señor de la Montaña y baile de la máscara